# Bogusław Waczyński
Bogusław Waczyński SJ (ur. 19 października 1907 w Zblewie, zm. 25 września 1981 w Warszawie) – polski kapłan katolicki, jezuita, dr teologii, profesor nadzwyczajny, znawca teologii kościołów wschodnich, długoletni profesor Katolickiego Uniwersytetu Lubelskiego (od 1951 do 1956 odsunięty od pełnienia jakiejkolwiek funkcji na uniwersytecie przez ministra szkolnictwa wyższego), w latach 1952–56 przełożony Prowincji Wielkopolsko-Mazowieckiej SJ.

## Życiorys
Był synem Aleksego i Marii z Ptaszyńskich. Do zakonu jezuitów wstąpił 4 września 1923 w Kaliszu. Studia odbywał Krakowie (1927–1930, kurs filozoficzny) i lubelskim Bobolanum (1930–1934, teologia). Po przyjęciu święceń kapłańskich (1933 w Lublinie) wyjechał na dalszą naukę do Rzymu, uzyskując w 1937 w Papieskim Instytucie Studiów Orientalnych doktorat teologii. Od 1937 był profesorem teologii na Wydziale Teologicznym Bobolanum w Lublinie, a także współpracownikiem czasopisma "Oriens". Na początku II wojny światowej pełnił funkcję proboszcza katedry lubelskiej oraz kanclerza i oficjała kurii diecezjalnej. Od 1942 był rektorem kolegium w Starej Wsi i ponownie profesorem teologii dogmatycznej. Udzielał pomocy Żydom, współpracował z podziemiem, za co odznaczony został Złotym Krzyżem Zasługi z Mieczami.
Poza KUL wykładał teologię dogmatyczną na Wydziale Teologicznym Bobolanum w Warszawie (1952–1956). Pełnił szereg funkcji zakonnych, m.in. wiceprowincjała wielkopolsko-mazowieckiego (1950–1952, przez pewien czas zastępował aresztowanego prowincjała Edwarda Bulandę), prowincjała w tejże prowincji (1952–1956). W 1957 uczestniczył w XXX Kongregacji Generalnej w Rzymie.
Był znanym działaczem na rzecz ekumenizmu. Ogłosił kilkadziesiąt publikacji, głównie z teologii kościołów wschodnich, a także m.in. życiorys jezuity Stanisława Felczaka w Polskim Słowniku Biograficznym.

## Wybrane publikacje
- Druga schizma Focjusza. Rzut oka na wyniki najnowszych prac o Focjuszu, „Oriens” 4 (1936), s. 35-39, 69-73.
- Codex autographus Maximi Smotrycki, "Orientalia Christiana Periodica" 3 (1937), nr 3-4, s. 666-669.
- Nachklänge der Florentiner Union in der polemischen Literatur zur Zeit der Wiedervereinigung der Ruthenen : (im 16. und am Anfang des 17. Jahrhunderts),  "Orientalia Christiana Periodica" 4 (1938), nr 3-4, s. 441-472.
- Focjusz jako przeciwnik filioque a papieże, „Oriens” 6 (1938), s. 46-49.
- Św. Grzegorz i św. Zachariasz a filioque, „Oriens” 6 (1938), s. 73-75.
- Tło pierwszej schizmy Focjusza, „Oriens” 6 (1938), s. 3-8.
- Myśl unijna Skargi, "Zeszyty Naukowe KUL" 6 (1963), nr 2 (22), s. 26-40.